# Káva

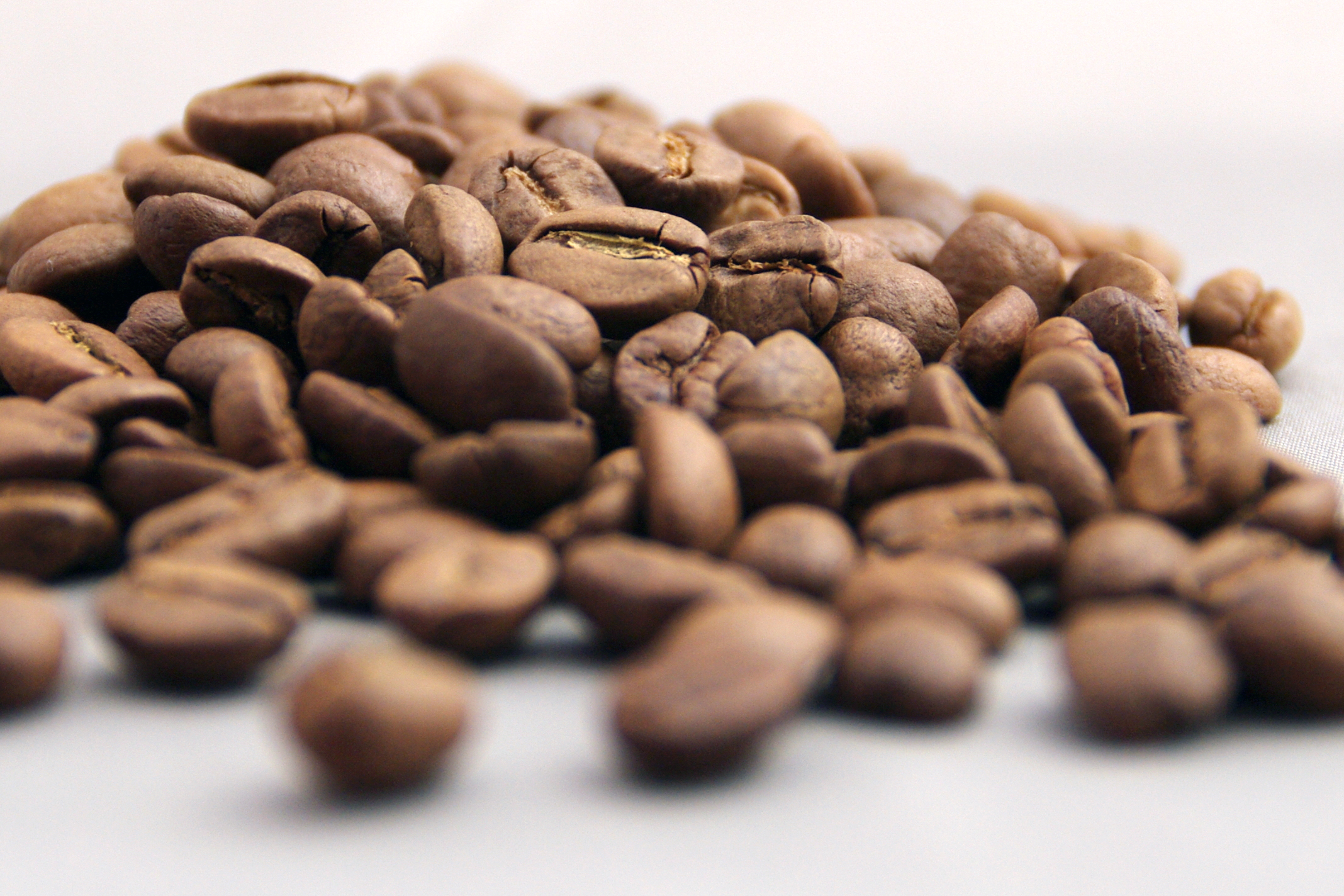
Kávová zrna po upražení (arabika)

Káva (hovorově kafe) je nápoj z upražených a rozemletých semen plodů kávovníku. Označují se tak i samotná semena, případně semena rozemletá na prášek. Káva je charakteristická svou silnou vůní (aroma) a černou barvou. Obsahuje mimo jiné alkaloid kofein, který povzbuzuje srdeční činnost a zvyšuje krevní tlak. Především se káva pije pro své povzbuzující účinky. Je také velmi oblíbeným nápojem při setkávání lidí a je často podávána po jídle (jako jakási „tečka“ či pro lepší trávení). K největším producentům patří Brazílie, Vietnam, Kolumbie a Indonésie. Nejčastěji se pije káva ze zrnek druhu arabika a robusta. Káva je druhou nejprodávanější komoditou na světě (po ropě).

## Kávovník

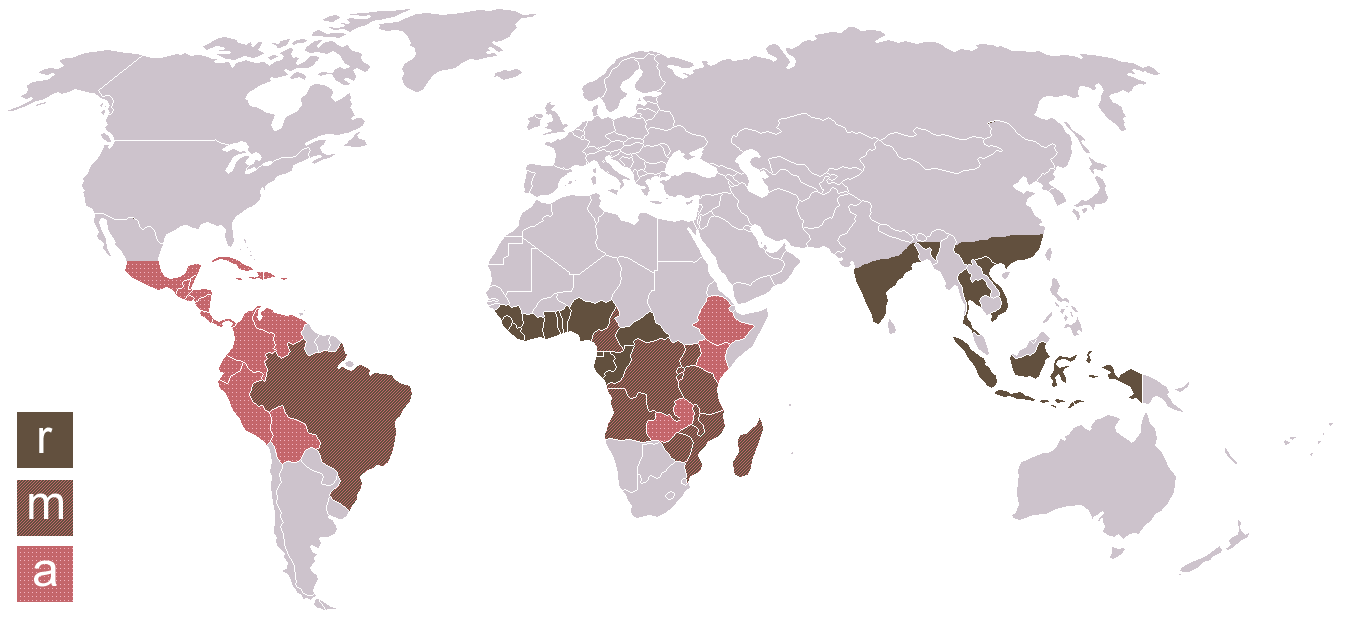
Největší světoví producenti kávy. Tmavě je vyznačena robusta a světle arabika

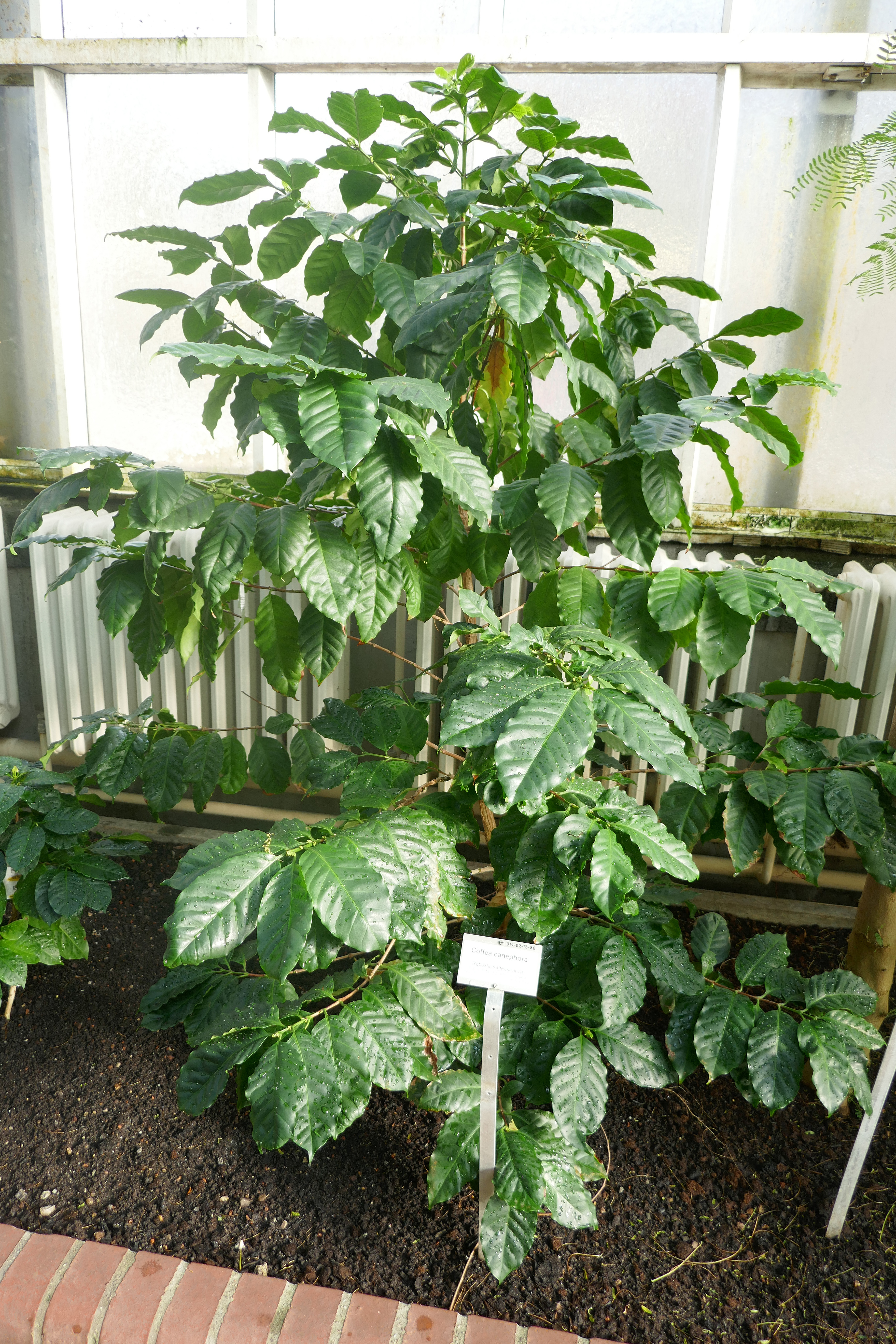
Kávovník robusta

Kávová semena jsou semena plodů rostliny zvané kávovník. Jedná se o ovoce. Plod lze přirovnat k tvrdé třešni, nejen tvarem, ale i barvou, která bývá v době sklizně červená nebo červenofialová. Uvnitř plodu jsou ukryta dvě proti sobě položená semena – zelená kávová zrna.
Tato rostlina patří do čeledi mořenovitých rostlin. Původně divoce rostoucí strom se pěstuje na kávovníkových plantážích na mnoha místech celého světa buď jako strom nebo keř. Existující druhy kávovníků se mezi sebou kříží a šlechtí se, aby bylo dosaženo větší odolnosti proti škůdcům, kteří pokud napadnou kávovníky na plantážích, mohou způsobit rozsáhlé škody. Například cizopasná houba dokáže totálně zničit i celé plantáže. Jako příklad této zkázy můžeme uvést ostrov Cejlon, kde musely být kávovníkové plantáže zcela nahrazeny čajovníky.
Pravlastí kávovníku je africký kontinent, konkrétně Etiopie. Zde existuje oblast Kaffa, kde káva dodnes roste i divoce. Podle historie byla káva v období 13.–14. století převezena válečníky z Etiopie do Jemenu. Takto se káva dostala do Arábie, která je považována za kolébku kávy – nápoje. Její pěstování bylo ještě před 150 lety primární výsadou Arabského poloostrova a vývoz kávových zrn byl přísně zakázán. Největší podíl na rozšíření kávy do Evropy mají především Holanďané, kteří tajně převezli kávová zrna z Jemenu. V současné době se ovšem kávovníky pěstují po celém světě. Všude v oblastech, kde je pro jejich růst příznivé podnebí a další ekologické a ekonomické podmínky. Kávovníky v průběhu svého růstu potřebují dostatek vláhy i slunce, proto se jim nejlépe daří ve vlhkém tropickém pásmu. Každému druhu kávovníku ale vyhovuje trochu odlišné podnebí. Kávovníkové stromy nebo keře se dožívají poměrně vysokého věku (až třiceti let), ovšem v této době už poskytují nižší úrodu; nejvyšší výnosy dávají kávovníky po pěti až šesti letech. Co nejvyšším výnosům je třeba pomoci správnou péčí. Kávovníky se musí, stejně jako jiné pro nás méně exotické rostliny, pravidelně přihnojovat, prořezávat a chránit nově vzrostlé rostliny proti prudkému a žhnoucímu slunci. Z jednoho keře lze získat až 2,5 kg zelené kávy a z té 0,5 kg pražené kávy.
Existují dva základní druhy kávovníků, které se odlišují růstem, svými nároky na pěstování i finální chutí kávy. Oblast, ve které kávovník roste, má rovněž vliv na chuť kávy. Kávovníky pěstované ve vyšších nadmořských výškách poskytují kávová zrna jemnější chuti a s nižším obsahem kofeinu.
Na českém trhu se prodávají převážně směsi kávy, většinou se skládají z více základních druhů zrn. Teprve správnou kombinací vhodně zvolených druhů se vytvoří směs s harmonickou a ucelenou chutí. Tzv. „čisté druhy“ jsou k dostání spíše ve specializovaných obchodech. Směsi se většinou připravují ze zelených zrn a teprve pak se dohromady praží. Při výběru směsi jsou rozhodující nejen požadované vlastnosti, ale také cena.
Aby výsledná káva byla co nejlepší chuti, záleží nejen na odrůdě pěstovaných kávovníků, ale především na sklizni plodů, následném zpracování kávových zrn, na správném pražení, uskladnění a expedování kávových žoků. Každá z těchto dílčích prací má pevná pravidla a jejich nedodržení se vždy projeví negativně na výsledné chuti kávy.

## Cascara
Kávové zrno je ve skutečnosti pecka kávové třešně, což je plod kávovníků. Slupky této kávové třešně lze využít k přípravě nápoje, který se nazývá Cascara. Jako Cascara se označují i samotné šlupky. V minulosti šlo víceméně o druhotnou surovinu využívanou pouze dělníky na plantážích, v poslední době se tento nápoj stal módní v Evropě.
Existují pochyby, jestli je dovoz cascary do EU legální. Definice kávy (tedy kávových zrn) zahrnuje i možnou přítomnost šlupek, kdy záměrem bylo zřejmě nevyloučit dovoz nekvalitní kávy. Otázkou je, jestli tuto definici splní potravina tvořená výhradně ze šlupek, tedy Cascary. Vzhledem k módě je v současnosti cena cascary podobná jako cena samotné kávy.

## Odrůdy kávovníků

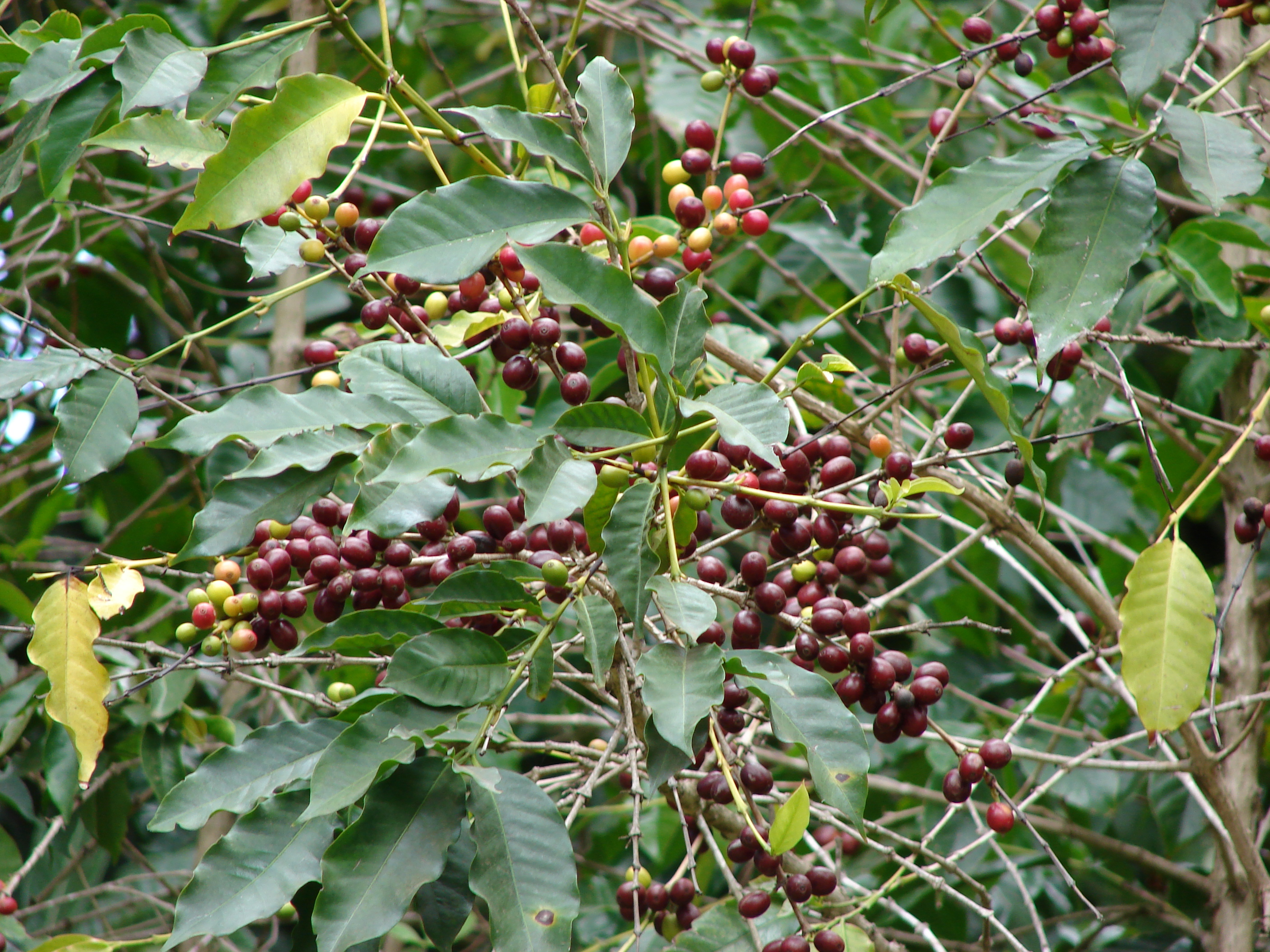
Plody kávovníku arabika

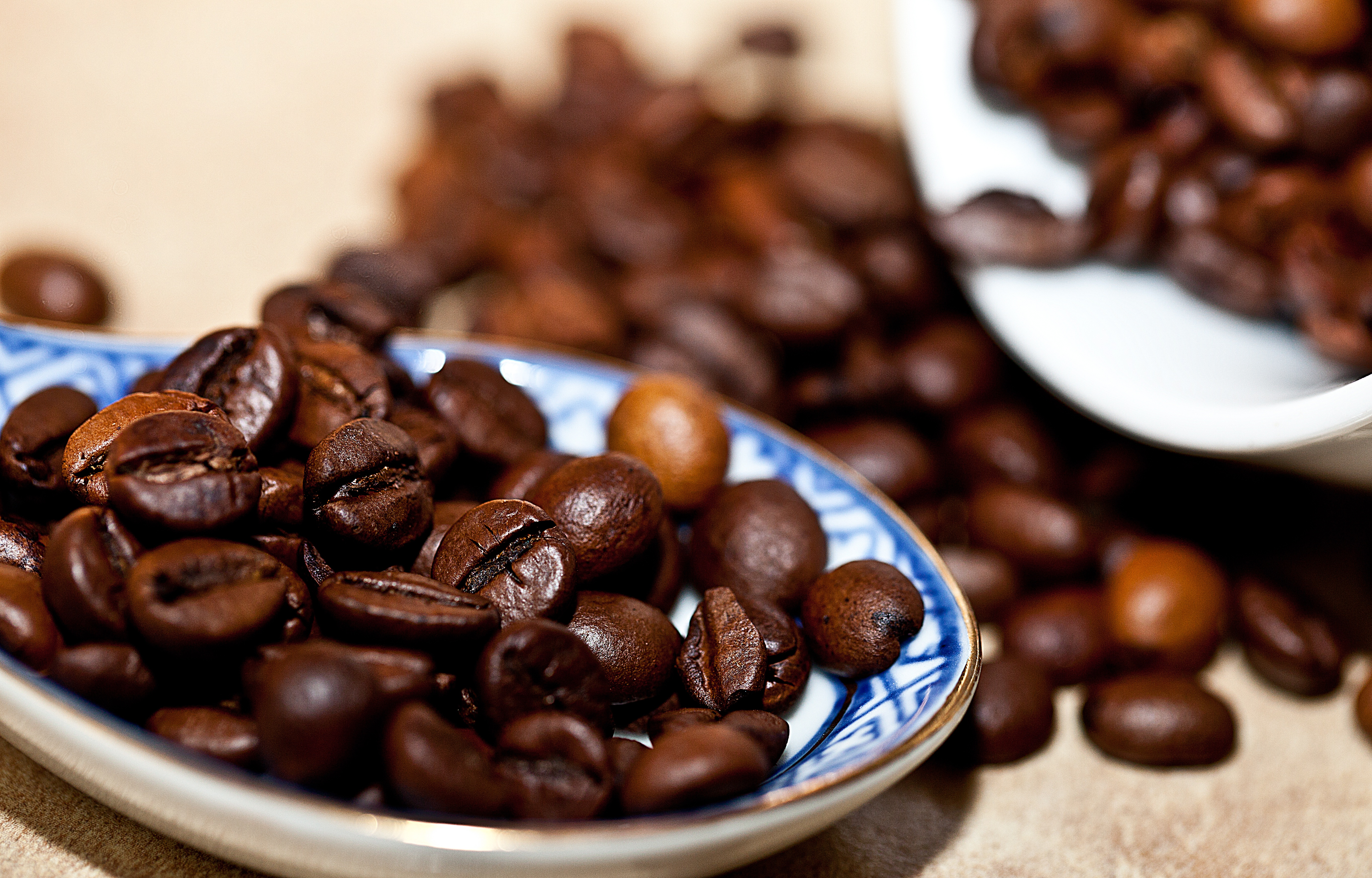
Kávová zrna robusty po upražení

Káva se často připravuje jako směs z různých druhů kávovníku. Nejčastěji se setkáváme s druhem kávovník robusta (Coffea canephora, syn.Coffea robusta) a kávovník arabika (Coffea arabica), méně používané kávovník liberijský (Coffea liberica) a kávovník šari (Coffea excelsa) se na trhu vyskytují zřídka. Arabika má podíl na světové produkci asi 60 % a robusta asi 40 %.
Arabský kávovník roste ve větších nadmořských výškách (900–2800 m n. m.), často na sopečné půdě, či jako lesní forma (např. etiopská káva Harar či Wild Forest). Kávovníky rostoucí v těchto výškách jsou méně odolné proti škůdcům a chorobám, jsou také velmi choulostivé na mrazíky. Vyhovují mu mírnější teploty nepřesahující 24 °C. Zrna jsou větší než u robusty a během pražení i při samotné přípravě nápoje jsou velice citlivá na teplotu. Káva z tohoto druhu má nižší obsah kofeinu (běžně mezi 1–1,3 %) a její chuť je jemná a nasládle lahodná. Tvoří až 70 % z celkové produkce kávy na světě. Její zpracování je poměrně náročné, zrna se zpracovávají takzvanou „mokrou metodou“, což znamená, že káva projde procesem fermentace. Tento způsob zpracování je finančně náročnější, a proto je také výsledná cena této kávy vyšší než u ostatních druhů.
Druhým významným kávovníkem je robusta. Vyznačuje se tmavší barvou, výraznější, zemitější (drsnější), méně vytříbenou chutí než arabský kávovník. Zrnka jsou menší, obsahují cca 2x více kofeinu (asi 2–2,6 %). Robusta není tolik náročná na pěstování, je odolnější proti škůdcům a poskytuje vyšší výnosy. Tomuto kávovníku vyhovuje stálejší počasí s vyššími teplotami. Nejlépe snáší teploty kolem 30 °C. Kávová zrna jsou zpracována tzv. „suchou metodou“, která není tak finančně náročná. Výsledkem je cena výrazně nižší. Používá se především do směsí s ostatními druhy. Ve směsi s arabikou snižuje cenu.
Nejméně významným druhem kávovníku je Coffea liberica. Vzrůstem je ze všech druhů kávovníku nejvyšší. Dorůstá až 18 metrů (arabika 8 m, robusta 10 m). Je velmi silný a plody mají i velká zrna, která jsou hořké chuti. Liberica sice poskytuje velké výnosy, ovšem kvalita je považována za pouze průměrnou.

## Příprava kávy

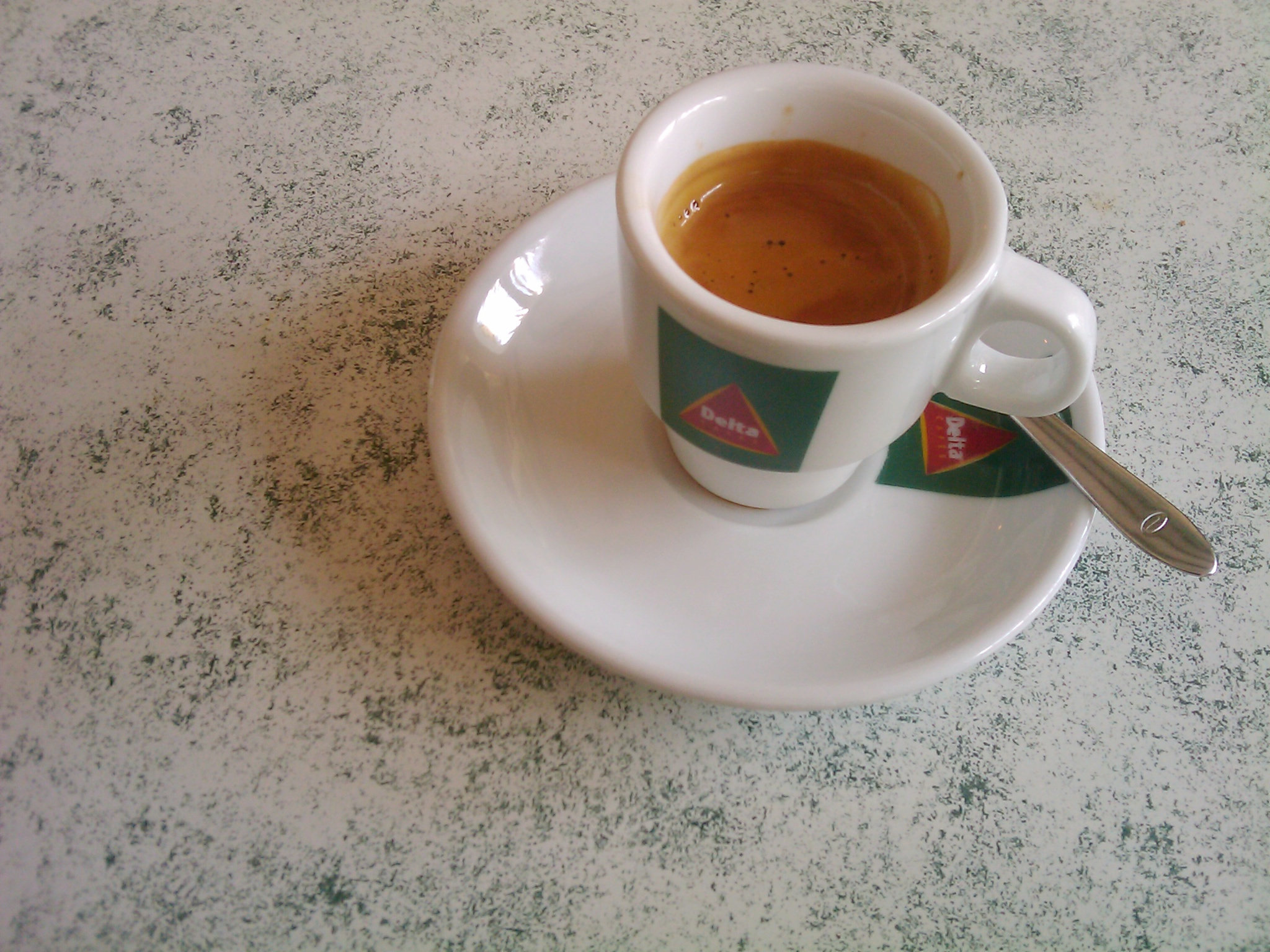
Espresso

Příprava kávy má mnoho způsobů, nejčastěji se používá: filtrovaná káva (drip), espresso, vacuum pot, AeroPress, cafeteria (french press), mokka press, instantní káva, turecká mokka, v Česku a na Slovensku také tzv. turecká káva, zkráceně turek (která se však liší od kávy připravované v Turecku).

### Espresso
Espresso je způsob přípravy kávy původně italského původu, ve kterém je malé množství téměř vroucí vody vytlačeno pod tlakem jemně mletými kávovými zrny. Výraz espresso pochází z italštiny, kde je příčestím inf. esprimere – „vytlačit“, ale též „vyjádřit“. Espresso je také základem pro jiné druhy kávy, včetně caffè latte, cappuccino, lungo, americano nebo flat white.
Existují i alternativy k espressu. Pro každou jednotlivou přípravu je důležité především použít kvalitní čerstvě praženou kávu a čistou vodu. Je také důležité dodržet správný postup přípravy. Jedním z rozhodujících faktorů je správné mletí kávy. Zároveň se doporučuje především pro přípravy filtrovaných káv čerstvě a světle praženou kávu.

### Turecká káva
Turecká káva, tzv. „turek“ se připravuje slitím namleté kávy v šálku s vodou těsně pod bodem varu (nejlépe 98 °C). Tato příprava kávy je populární a tradiční v Česku a na Slovensku.
Tento způsob přípravy kávy není v jiných zemích obvyklý a má své nevýhody. V prvních minutách louhování se do nápoje uvolňují jen chuťové a aromatické složky. Prudké spaření kávy a delší louhování je ale velmi nešetrné a uvolňuje třísloviny, které mají za následek nakyslou až řezavou chuť kávy.

### Turecká mokka

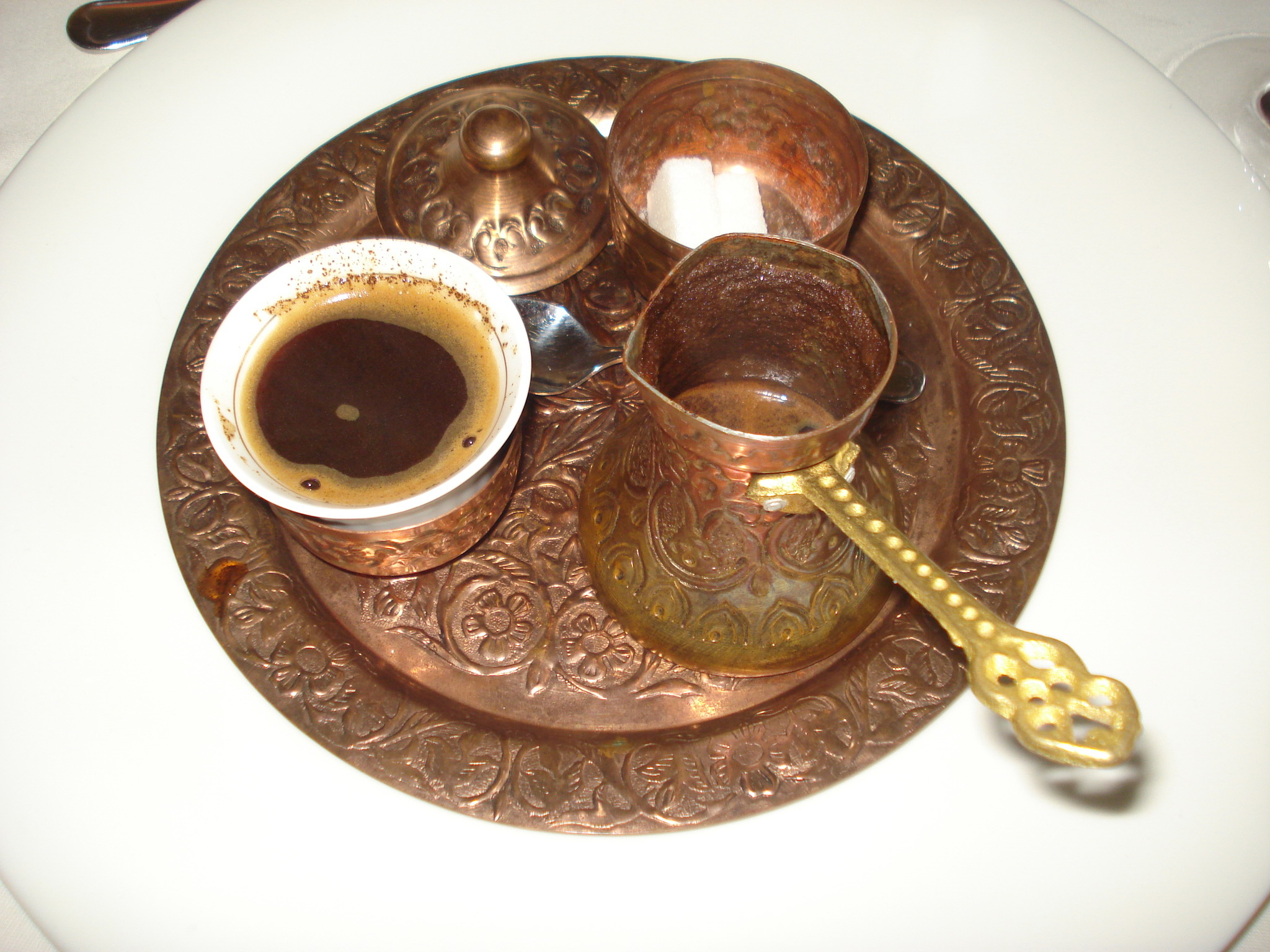
Turecká mokka

Turecká mokka je tradiční způsob pití kávy ve Středomoří, především v Řecku, Turecku a na Blízkém východě. Pro přípravu se využívá kovová konvička zvaná „džezva, ibrik“. Turecká mokka je všeobecně asi jedna z nejsilnějších káv co se obsahu kofeinu týče. Přestože je silnější, je její chuť kultivovanější než u „českého turka“.
Pravá turecká káva je ve většině případů připravována rovnou s cukrem a kořením. Používá se hlavně skořice, vanilka a kardamom. Káva bez těchto uvedených ingrediencí, včetně cukru, se pije jen při smutečních hostinách.
Do džezvy nasypeme velmi jemně semletou kávu s kořením a cukrem v poměru cca 3:1, zalijeme studenou vodou (jen ve výjimečných případech mírně předehřátou), postavíme na tepelný zdroj a čekáme kdy káva poprvé vzkypí. Když obsah díky pomalému ohřevu uzavře zúženou část, dochází k nejdůležitější fázi přípravy, pomalé propařování. Jakmile káva vzkypí tak, že už by z džezvy přetekla, odstavíme ji na asi půl minuty a celý proces opakujme dle chuti a potřeby, obvykle celkem čtyřikrát. V žádném případě nápoj nepřivedeme k varu, káva připravená touto cestou zdaleka nedosahuje chuťových kvalit, které sebou už jako surovina nese. S vařící vodou se připravuje pouze a výlučně, pravý český turek.
Díky velmi jemnému mletí, které je pro tento způsob přípravy kávy nutné, se drží sedlina na dně džezvy, takže není třeba kávu filtrovat a můžeme jí pohodlně servírovat přímo do šálků bez plovoucích zrnek na hladině. Nápoj je díky této přípravě také vydatnější a podává se bez mléka, jen se sklenicí vody.

### Další způsoby
Může jít o filtrovanou kávu, označovanou i jako drip, nebo o přípravu kávy v kafetieru (cafetier, french press). Aeropress je příprava kávy v přístroji, kde je káva stlačována vzduchovým válcem přes filtrační papír. Metoda a přístroj byly vynalezeny v roce 2005. Vacuum pot (kávový sifon) – jedná se o přípravu filtrované kávy. Káva je díky přetlaku vodní páry vytlačena přes filtr do skleněné nádoby.
Moka, moka press, je způsob přípravy v kovové konvičce. Jsou typy konviček, které jsou kombinací kovu a porcelánu. Principem je, že voda se zahřívá až se změní v páru, která ze spodní části probublá přes kovové sítko naplněné kávou do vrchní nádobky, nebo přímo do šálků.
Existují ale i tradiční přípravy kávy často spojené s místní kulturou jednotlivých zemí. Příkladem je příprava kávy ve Vietnamu nebo etiopský kávový obřad, kdy se káva sváží s keramické konvičce tzv. jebena (džebena).

## Arabský rituál pití kávy

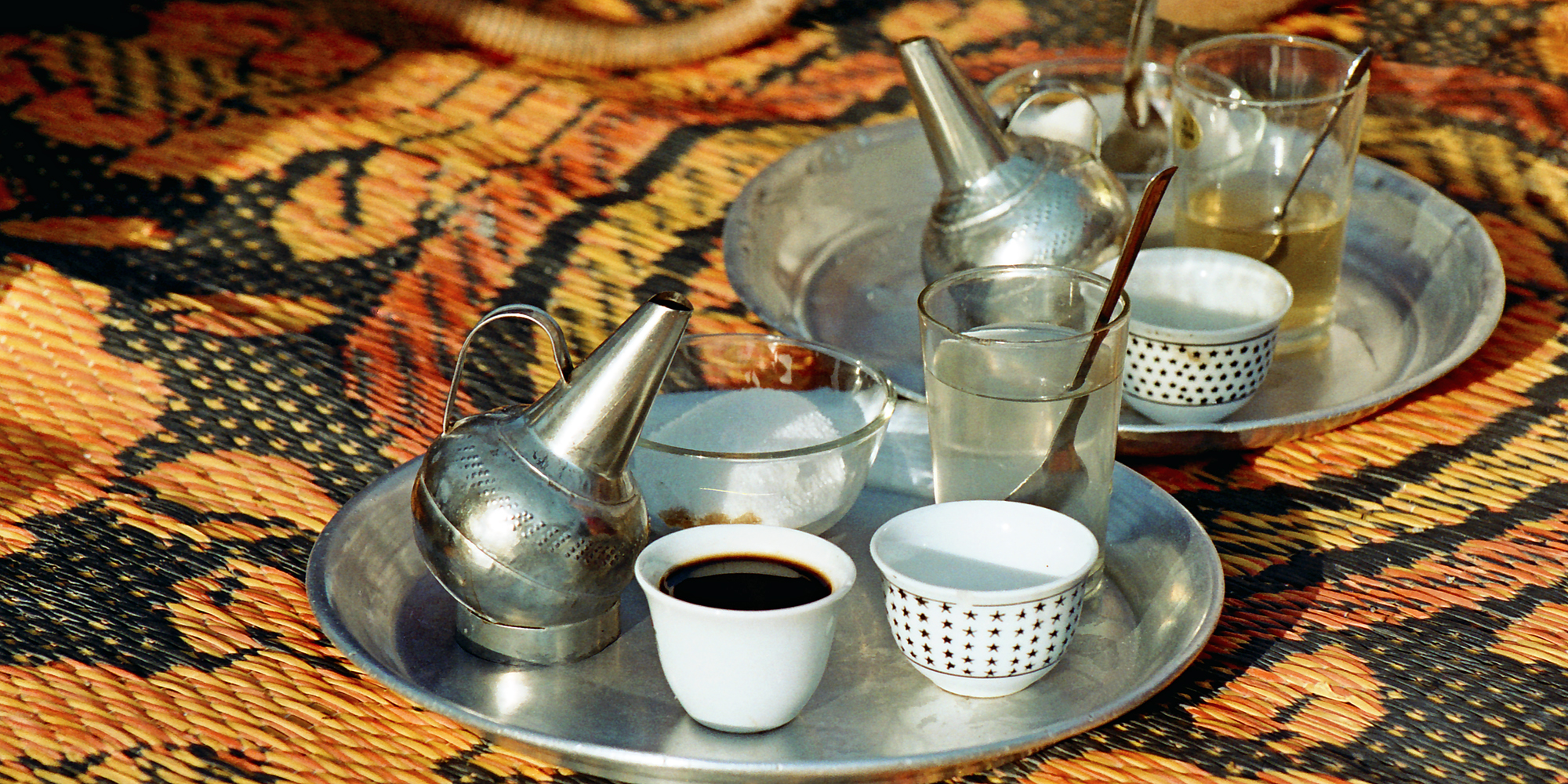
Servírování kávy v Súdánu.

U nás je znám především italský „rituál“ pití kávy; starší a trochu složitější je rituál arabský. Nabídnutou kávu prakticky nelze odmítnout. Kávu obvykle roznáší člověk, který je obdobou „našeho“ číšníka, má tácek a na něm šálky. Nabídne kávu, tu host vypije a pokud chce další, položí šálek na tácek dnem dolů, tedy do standardní pozice. Pokud však už další kávu nechce, položí šálek dnem vzhůru nebo na stranu. To je často pro Evropany i Američany trochu problém, stavějí šálky dnem dolů a „číšník“ jim s úsměvem nalévá další a další kávu.

## Zdraví
V r. 2017 byla vypracována na základě 201 metaanalýz souhrnná studie kompletující dostupné poznání (do června 2017) týkajících se vlivu konzumace kávy na lidské zdraví; podkladem byly většinou observační studie, které dokládají vztah (korelaci), nicméně nejsou schopny prokázat příčinnou souvislost (viz korelace neimplikuje kauzalitu). Na populační úrovni je pití kávy spojeno s nižší celkovou úmrtností, s nižší úmrtností na kardiovaskulární onemocnění a s nižším výskytem rakoviny, zvláště rakoviny prostaty, dělohy, rakoviny kůže (melanomové i nemelanomové) a rakoviny jater. Dále je prokázána souvislost mezi konzumací kávy a lepšího metabolického zdraví, včetně nižšího výskytu diabetu typu 2, metabolického syndromu, žlučových kamenů, dnou a ledvinovými kameny. Zvláště statisticky výrazně je prokázán příznivý vztah mezi pitím kávy a jaterními potížemi (snížená pravděpodobnost jaterní fibrózy, jaterní cirhózy, úmrtnosti na jaterní cirhózu a chronického onemocnění jater). Konečně byl v literatuře publikován statisticky významná souvislost mezi pitím kávy a nižším výskytem Parkinsonovy choroby, klinické deprese a Alzheimerovy choroby. Celkově chybí statisticky přesvědčivé důkazy negativní účinků pití kávy s výjimkou těch, které se vztahují k těhotenství (pití kávy v těhotenství je spojeno s nízkou porodní hmotností, předčasnými porody i spontánními potraty a také s akutní dětskou leukémií) a dále s výjimkou negativní souvislosti vysoké konzumace kávy a zvýšeného rizika vzniku zlomenin u žen. Jako nejvhodnější množství kávy maximalizující předpokládané příznivé zdravotní účinky kávy byly doporučeny 3–4 šálky kávy denně. Takovéto množství kávy navíc neobsahuje dostatečné množství kofeinu, aby se mohl projevit jeho močopudný účinek a tudíž z hlediska příjmu tekutin je toto množství kávy shodné s pitím stejného množství vody.

### Pití kávy a rakovina
V roce 2016 Mezinárodní agentura pro výzkum rakoviny (IARC) konstatovala, že pití kávy nemůže klasifikovat jako karcinogen. Pouze pití horkých nápojů (včetně kávy) tato agentura klasifikuje jako pravděpodobný karcinogen pro člověka (skupina 2A).
Pražená káva však obsahuje akrylamid, který je karcinogen.

## Čerstvost kávy
Káva vydrží opravdu čerstvá pouze několik dní max. týdnů. Pražená káva je tepelně opracovaný produkt. Obsahuje těkavé látky a oleje, které na vzduchu i v různých atmosférách žluknou. Většina prodávaných káv jsou již žluklé, vyčpělé kávy. Ať se jedná o obyčejné nejlevnější kávy typu robusta, tak i kávy renomovaných značek, na které lidi nenechají dopustit.
Jak kávu správně skladovat?
Úplně nejlepší je kávu vůbec neskladovat, ale čerstvou rovnou spotřebovat (vypít).
Káva je organická surovina, která si žádá správné skladování pro uchování své vynikající chuti a bohatého aroma. Jejími největšími nepřáteli jsou teplo, vlhkost, vzduch a světlo, proto je doporučeno ji od upražení co nejdříve spotřebovat. Kávu ukládáme do řádně vymyté neprůsvitné nádoby s gumovým těsněním, nejlépe z tmavého skla či plechu. Tuto nádobu dobře uzavřeme, zabráníme přístupu vzduchu ke kávě a uložíme ji do chladu a sucha. Ideálním místem bude kuchyňská skříňka nebo spíž. Vyhněte se kontaktu s kořením, káva často absorbuje okolní pachy a znehodnocuje se tak její chuť.

## Mletí zrnkové kávy
Při přípravě kávy je nejlépe umlít pouze tolik kávy, kolik se přímo spotřebuje – mletá káva si nedokáže dlouho držet své aroma. To se rychle ztrácí – asi do 30 minut po umletí.
Orientační hrubost mletí:
- velmi jemné (na prach) – turecká káva (džezva)
- jemné – espresso
- střední – moka, překapávaná filtrovaná káva (aeropress, chemex a drip), kávové kapsle
- hrubé mletí – french press, český turek

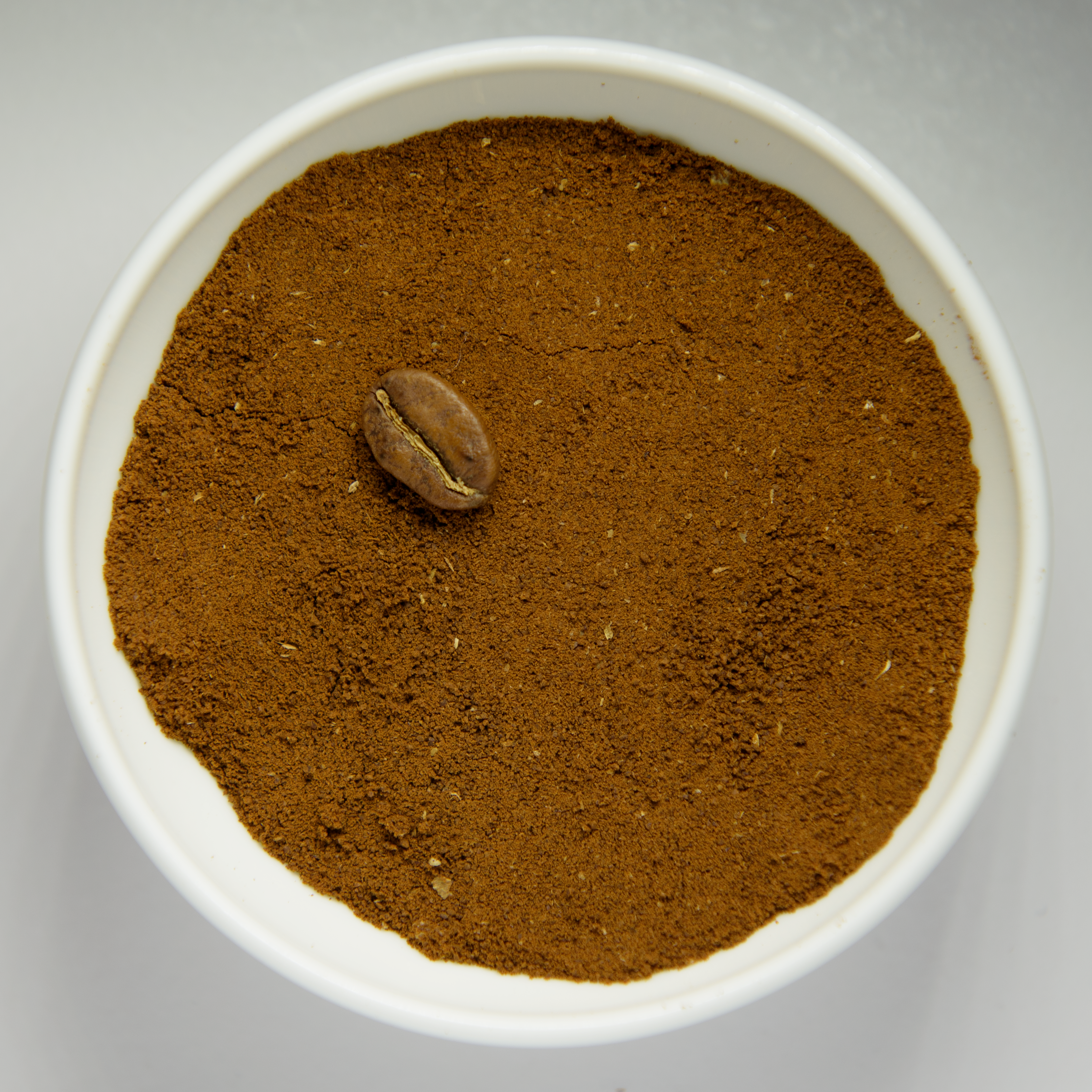
Velmi jemně mletá káva
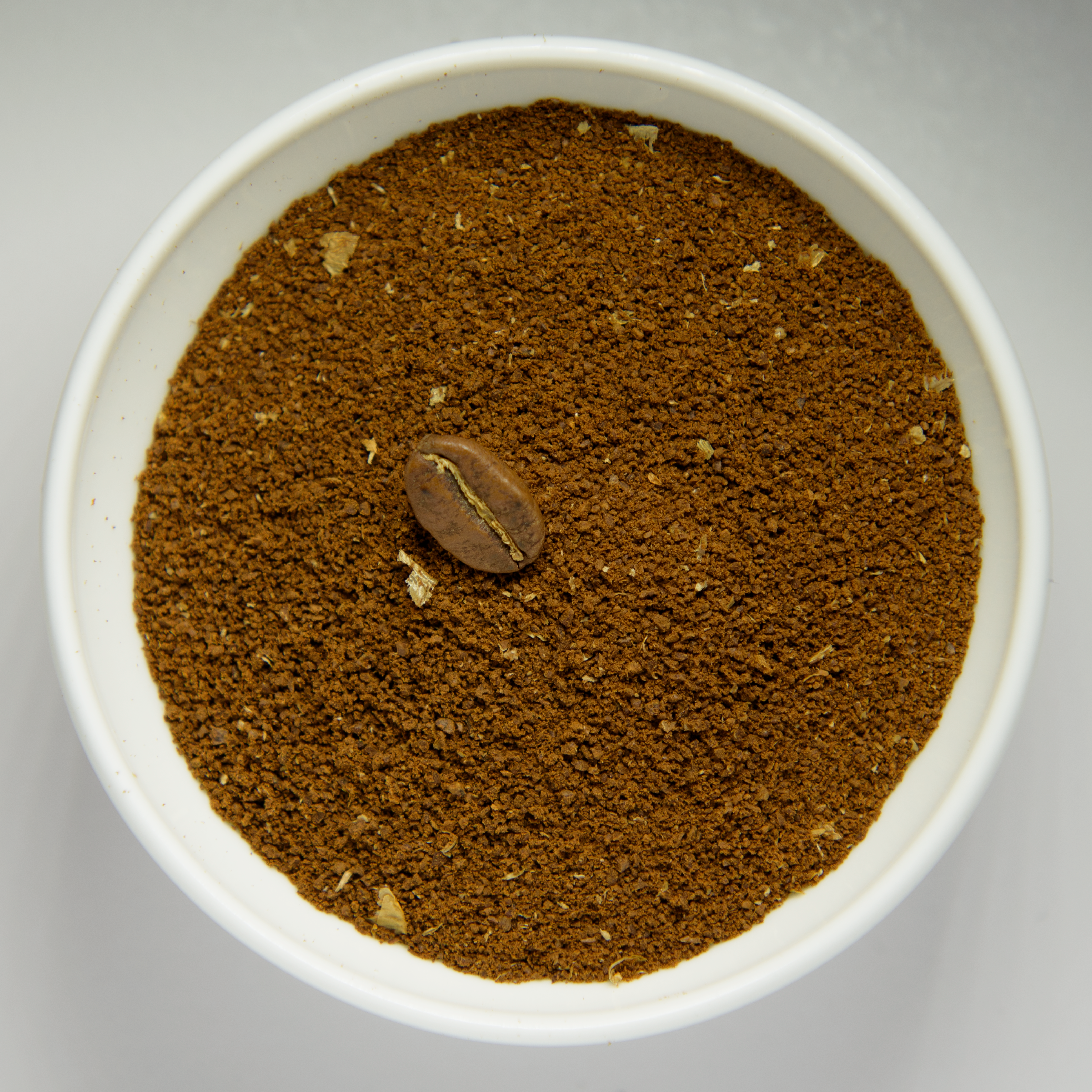
Jemně mletá káva
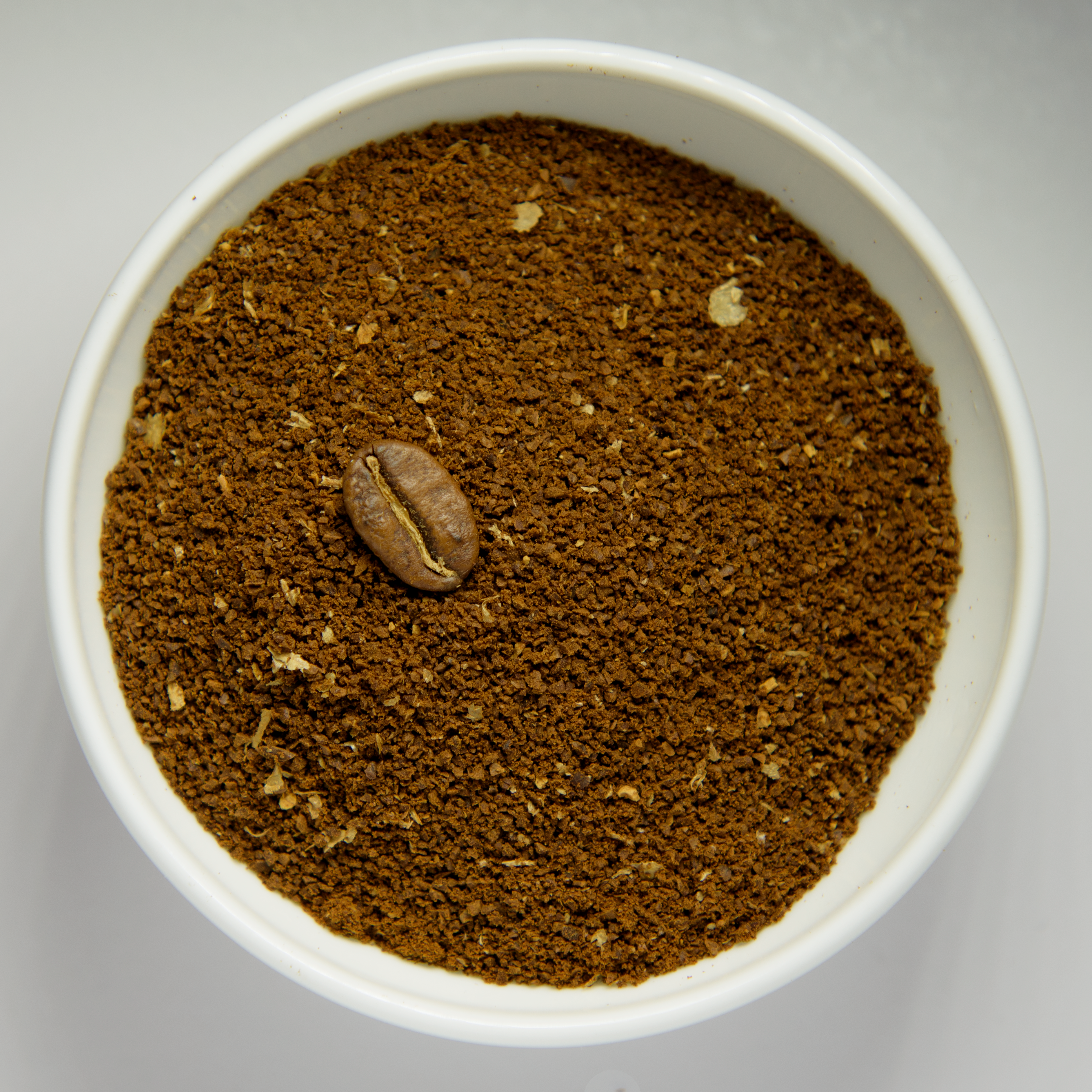
Středně mletá káva
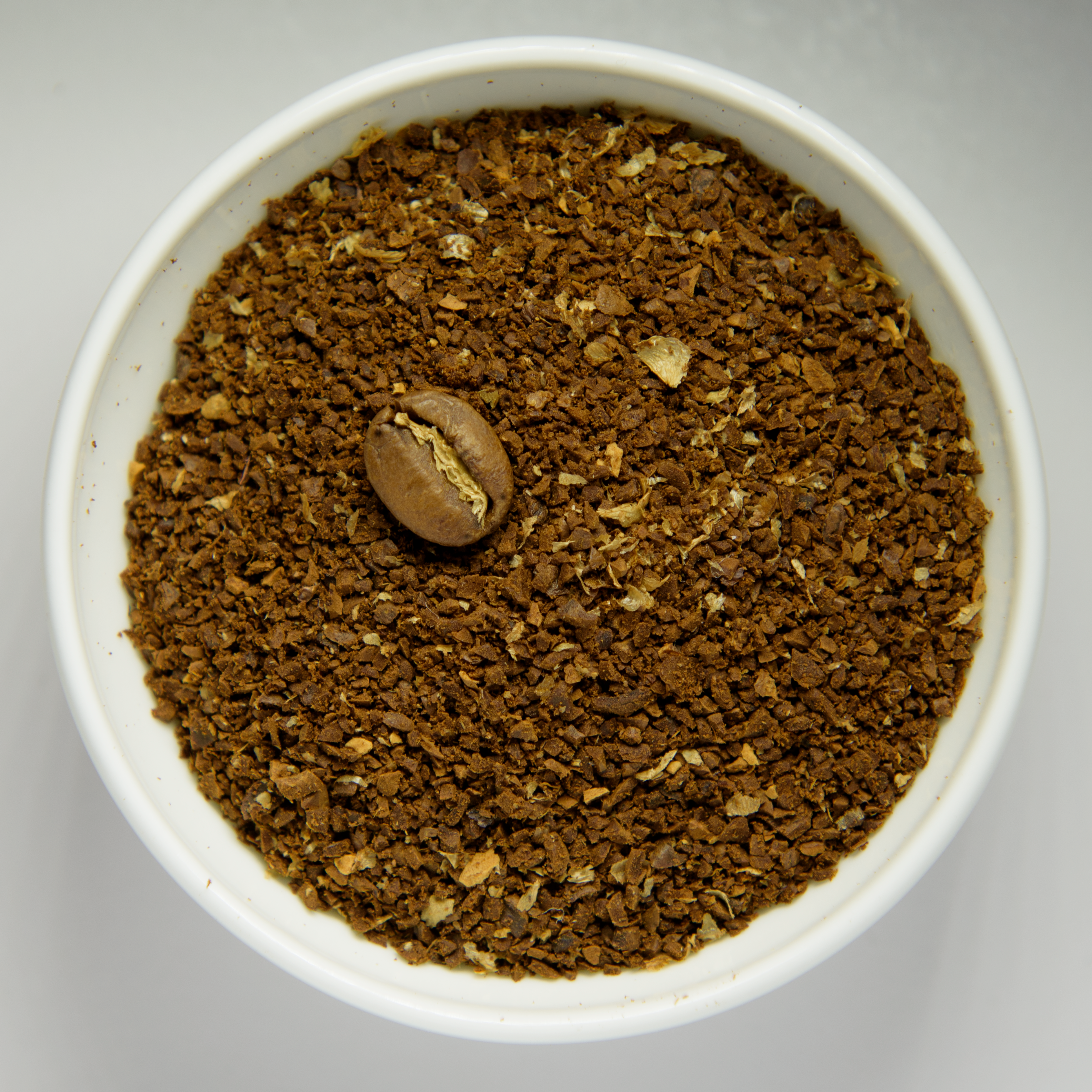
Hrubě mletá káva

## Plantážní káva
Tímto pojmenováním se typicky rozumí jakostní jednodruhová káva, která má původ v nějakém konkrétním zeměpisném místě, kde byla sbírána. Podle těchto oblastí se také odvíjí konkrétní typické chuťové vlastnosti kávy.

## Druhy kávy
Kávu lze rozdělit do několika skupin podle způsobu a okolností zpracování:
- Zrnková káva
- Mletá káva
- Porcovaná káva
- Fair trade káva
- Instantní káva
- Bio káva
- Kopi Luwak (Cibetková káva)
- Bezkofeinová

## Galerie

Příprava a pití kávy v bojových polních podmínkách
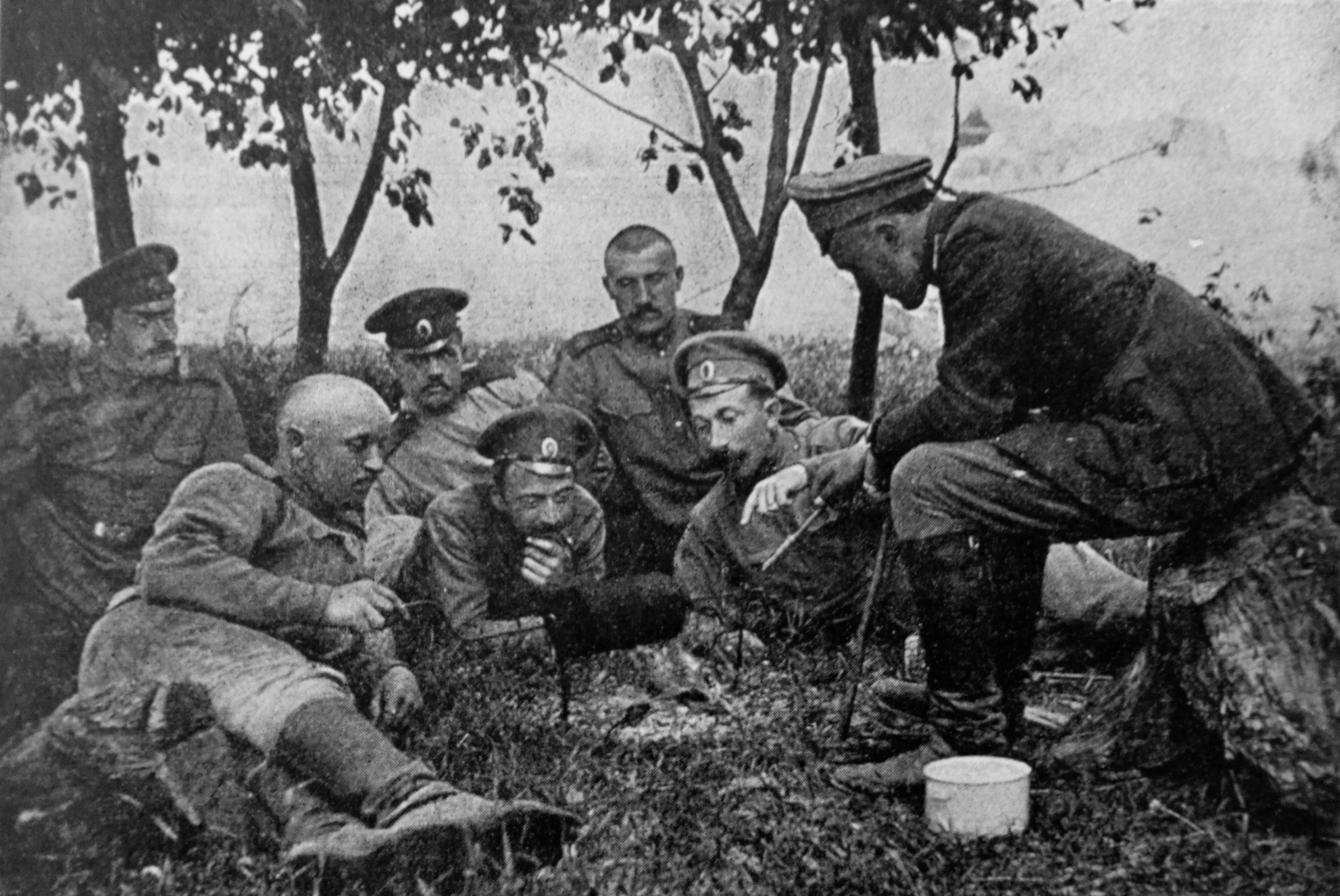
Pražení kávy v čs. legiích na ruské frontě (1. světová válka).
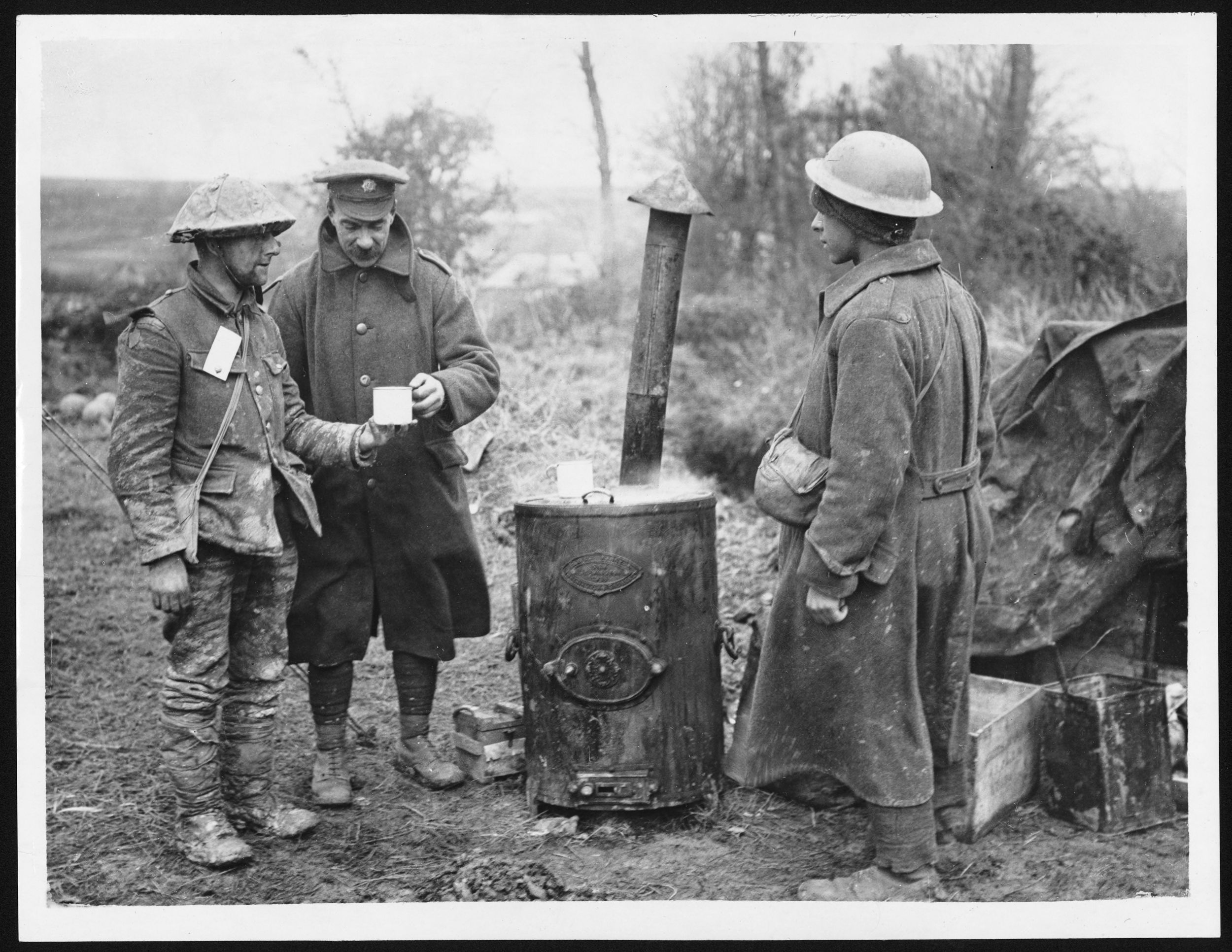
Západní fronta. (1. světová válka.) Místo první pomoci. Člen armádního zdravotnického sboru předává šálek kávy zraněnému vojákovi.
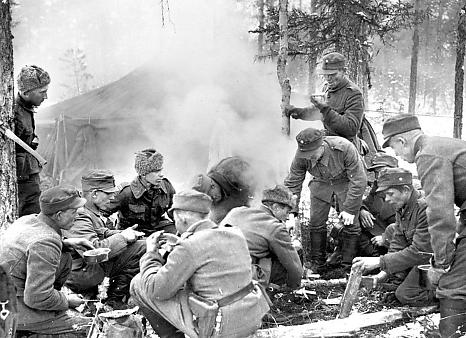
Pití kávy (1941–1944) za 2. světové války.